# Накоряков, Михаил Николаевич
Михаил Николаевич Накоряков (род. 10 ноября 1950, Златоуст, Челябинская область) — советский и российский ватерпольный тренер. Главный тренер клуба «Динамо-Уралочка». Заслуженный тренер России (1992).

## Биография
В 1971—1977 годах работал преподавателем физического воспитания в ПТУ № 78 города Златоуста.
В 1977 году стал директором плавательного бассейна «Таганай». В 1986 году с помощью руководства Златоустовского металлургического завода из лучших ватерполисток и пловчих города организовал женскую команду по водному поло. Команда получила название «Уралочка». Под руководством Накорякова команда стала ведущей командой в СССР и России, завоевав звания чемпионов РСФСР, СССР, России. Наивысшего успеха команда добилась в 1992—1993 годах, став призёром Кубка Европейских чемпионов.
В 1989 году был тренером женской сборной СССР.
Главный тренер сборной России (1992—1993, 1999—2002, 2012—2015).
Звание заслуженного тренера Российской Федерации присвоено за выход команды «Уралочка» в финал Кубка Европейских чемпионов.

## Образование
Окончил Свердловский юридический институт (1978).

## Награды
- Почётная грамота Президента Российской Федерации (2013)[1].
- Знак отличия «За заслуги перед Челябинской областью» (3 августа 2020) — за значительный вклад в развитие детско-юношеского спорта и спорта высших достижений в Челябинской области, деятельность, способствующую повышению авторитета Челябинской области
- Медаль «За вклад в развитие Челябинской области» (6 июля 2023) — за большой личный вклад в воспитание спортсменов высокого класса, деятельность, принесшую значимые для Челябинской области результаты